# Тиарелла
Тиарелла (лат. Tiarella) — род травянистых растений семейства Камнеломковые (Saxifragaceae), распространённый в Северной Америке, Восточной и Юго-Восточной Азии. В мире известно семь видов: по одному в Восточной Азии и на западе Северной Америки, а также пять видов на востоке Северной Америки. По состоянию на октябрь 2022 года систематика тиарелл на востоке Северной Америки остаётся неустойчивой.

## Этимология
Родовое название Tiarella означает «маленький тюрбан» или тиара (лат. tiara; от др.-греч. τιάρα), что связано с формой плодовых коробочек. 

## Ботаническое описание
Многолетние травянистые растения с короткими тонкими корневищами. Каудекс ползучий, чешуйчатый. Листья преимущественно в прикорневой розетке, стеблевые немногочисленные, мелкие; прилистники маленькие; листовая пластинка простая, трёхлопастная или почти тройчатая. Цветоносы прямостоячие, 10—70 см длиной, обычно безлистные, реже с 1—2 прицветниками.
Соцветие кистевидное или метельчатое, 15—70-цветковые; прицветники мелкие. Цветки мелкие; гипантий прирастает к завязи у основания, белый или розоватый. Чашелистиков 5, обычно лепестковидные, беловатые или розоватые. Лепестков 5, от белых или розоватых до пурпурных, иногда отсутствуют. Тычинок 10, выставляющиеся из венчика; нити линейные. Плодолистиков 2, неравные, сросшиеся в основании; завязь верхняя, одногнёздная; столбиков 2, тонкие, удлинённые; рылец 2. Плод — двукрылатая, неравностворчатая коробочка. Семена немногочисленные, чёрные, мелкие, гладкие, блестящие, эллипсовидные или яйцевидные. x=7.
Для различения видов тиареллы используются три морфологических признака: 1) наличие или отсутствие столонов (надземных или подземных побегов), 2) размер и форма прикорневых листьев, 3) наличие или отсутствие стеблевых листьев (также называемых каулинными).
Два вида (T. austrina, T. stolonifera) образуют столоны, и у двух видов имеются стеблевые листья  (T. nautila, T. austrina). Растения, произрастающие в южной части Голубого хребта и далее на юг, обладают относительно крупными прикорневыми листьями с удлинённой верхушечной лопастью (T. austrina, T. nautila, T. wherryi).
Определительный ключ (по Гаю Несому, 2021):
| Идентификационный ключ | Идентификационный ключ |
| --- | ---------------------- |
| 1a. Соцветие — узкая метёлка или тирс (ветви с 2–5 цветками), обычно с одной осью; лепестки линейные или шиловидные; столбики длиной 2–3 мм; листья от цельных до тройчатых; западная Северная Америка                                                            | T. trifoliata          |
| 1b. Соцветие — кисть (ветви обычно с одним цветком), ось обычно одиночная, но может быть разветвлённой; лепестки отсутствуют или имеются и обратнояйцевидные до эллиптических; столбики длиной не более 1 мм; листья цельные; Азия или восточная Северная Америка | 2                      |
| 2a. Лепестки отсутствуют; Азия | T. polyphylla          |
| 2b. Лепестки присутствуют; восточная Северная Америка | 3                      |
| 3a. Растения всегда с травянистыми, облиственными столонами | 4                      |
| 4a. Листья обычно с тупыми или округлыми лопастями, верхушечная лопасть выраженно не вытянута; цветонос очень редко с мелким прицветником; чашелистики длиной 2,5–3,5 мм.                                                                                         | T. stolonifera         |
| 4b. Листья обычно с острыми или заострёнными лопастями, верхушечная лопасть отчётливо вытянута; цветонос обычно с 1–2 листьями или листовидными прицветниками; чашелистики длиной 1,5–2 мм                                                                        | T. austrina            |
| 3b. Растения без травянистых, облиственных столонов | 5                      |
| 5a. Листья обычно примерно такой же длины, как и ширины, обычно с тупыми или округлыми лопастями, конечная лопасть не расширена; чашелистики длиной 2,5–3 мм. | T. cordifolia          |
| 5b. Листья обычно длиннее своей ширины, обычно с остро-заостренными лопастями, конечная лопасть заметно расширена; чашелистики длиной 1,5–2 мм | 6                      |
| 6a. Цветоносный стебель обычно с листьями или листовидными прицветниками. | T. nautila             |
| 6b. Цветоносный стебель без листьев или листовидных прицветников | T. wherryi             |

## Таксономия
В 1753 году шведский ботаник Карл Линней учредил род Tiarella, признав два вида: Tiarella cordifolia и Tiarella trifoliata. Третий вид, Tiarella polyphylla, был описан Дэвидом Доном в 1825 году. Эти три вида составляют таксономическую основу рода.
В 1840 году, в первом критическом пересмотре рода Tiarella со времён Линнея, Джон Торри и Эйса Грей описали две новые секции:
- Tiarella sect. Anthonema Nutt. apud Torr. et Gray — цветонос облиственный, с очередными листьями; цветки в метёлке; лепестки нитевидные или шиловидные; западная Северная Америка.
- Tiarella sect. Eutiarella Torr. et Gray — цветонос голый; цветки в кисти; лепестки продолговатые, с коротким ноготком или черешком; восточная Северная Америка.

Ольга Лакела вновь акцентировала внимание на названиях этих секций в 1937 году, однако в последующем они утратили популярность у ботаников. Это связано главным образом с тем, что Tiarella polyphylla не укладывается в предложенное деление. Кроме того, существует несколько таксонов с облиственными цветоносами как в западной, так и в восточной частях Северной Америки.
В Азии род Tiarella представлен одним видом — Tiarella polyphylla. В Северной Америке род неоднократно пересматривался, и в разных системах признавались от двух до шести видов, включая внутривидовые таксоны.
|                   | Tiarella trifoliata и родственные таксоны (Tiarella sect. Anthonema) | Tiarella trifoliata и родственные таксоны (Tiarella sect. Anthonema) | Tiarella trifoliata и родственные таксоны (Tiarella sect. Anthonema) | Tiarella cordifolia и родственные таксоны (Tiarella sect. Eutiarella) | Tiarella cordifolia и родственные таксоны (Tiarella sect. Eutiarella) | Tiarella cordifolia и родственные таксоны (Tiarella sect. Eutiarella) |
| ----------------- | -------------------------------------------------------------------- | -------------------------------------------------------------------- | -------------------------------------------------------------------- | --------------------------------------------------------------------- | --------------------------------------------------------------------- | --------------------------------------------------------------------- |
|                   | Виды                                                                 | Разновидности                                                        | Формы                                                                | Виды                                                                  | Разновидности                                                         | Формы                                                                 |
| Карл Линней 1753  | 1                                                                    |                                                                      |                                                                      | 1                                                                     |                                                                       |                                                                       |
| Торри и Грей 1840 | 3                                                                    |                                                                      |                                                                      | 1                                                                     |                                                                       |                                                                       |
| Лакела 1937       | 4                                                                    |                                                                      | 2                                                                    | 2                                                                     | 2                                                                     | 3                                                                     |
| Jog 2009          | 1                                                                    | 3                                                                    |                                                                      | 1                                                                     |                                                                       |                                                                       |
| USDA 2014         | 1                                                                    | 3                                                                    |                                                                      | 1                                                                     | 3                                                                     |                                                                       |
| Nesom 2021        | 1                                                                    |                                                                      |                                                                      | 5                                                                     |                                                                       |                                                                       |

В настоящее время принятые таксономические системы основаны на трёх источниках:
1. Tiarella polyphylla в «Flora of China» (Флора Китая),
2. Tiarella trifoliata и родственные таксоны в «Flora of North America» (Флора Северной Америки),
3. Tiarella cordifolia и родственные таксоны в статье, опубликованной Гаем Несомом в 2021 году.

Обработка из первого источника практически повсеместно признана, второй источник широко признаётся, а третий является новым и постепенно завоёвывает признание. Некоторые авторитетные источники (в глобальном масштабе) признают все три подхода.

## Виды
Таксономическая основа рода включает 3 вида:
- Tiarella cordifolia L. typus[1] — Тиарелла сердцелистная
- Tiarella polyphylla D.Don — Тиарелла многолистная
- Tiarella trifoliata L. — Тиарелла трёхлистная

## Охранный статус
В западной части Северной Америки Tiarella trifoliata и все её сорта имеют статус G5 (таксон не под угрозой, угрозы исчезновения полностью отсутствуют на протяжении всего ареала организма).
В восточной части Северной Америки Tiarella cordifolia sensu lato также имеет статус G5. Вид встречается часто или обычен на большей части своего широкого распространения, но становится редким на окраинах своего ареала, в Висконсине и на западе Верхнего полуострова Мичигана, Новой Шотландии, Нью-Джерси и Миссисипи. 

## Выращивание
Известно и культивируется множество культиваров. Следующие сорта получили награду Королевского садоводческого общества «За выдающиеся садовые качества»:
- Tiarella Angel Wings = 'Gowing'[11]
- Tiarella 'Spring Symphony'[12]
- Tiarella cordifolia[13]
- Tiarella wherryi[14]